# Rodeo (Travis Scott-album)
A Rodeo Travis Scott amerikai rapper debütáló stúdióalbuma. 2015. szeptember 4-én jelent meg a Grand Hustle Records kiadón keresztül, és az Epic Records terjesztésében. Az album vendégszereplői között megtalálható Quavo, Future, 2 Chainz, Juicy J, Kacy Hill, The Weeknd, Swae Lee, Chief Keef, Kanye West, Justin Bieber, Young Thug, Toro y Moi és Schoolboy Q, míg a produkcióban Travis Scott mellett közreműködött WondaGurl, Allen Ritter, Mike Dean, Metro Boomin, Frank Dukes és Sonny Digital, többek között.
A Rodeo két kislemezzel támogatták: "3500" és "Antidote". Utóbbi Travis Scott addigi legmagasabban rangsorolt kislemeze lett az amerikai Billboard Hot 100 listáján, ahol a 16. helyig jutott. Az album általánosságban kedvező kritikákat kapott, és a harmadik helyen debütált az amerikai Billboard 200 listáján. 2017 májusában az album platinalemez minősítést kapott a Recording Industry Association of America-tól(RIAA).

## Háttér
Travis Scott 2015. július 17-én a közösségi médián keresztül jelentette be a Rodeo megjelenési dátumát . A CR Fashion Book interjújában Scott elmondta, hogy az élete olyan, mint egy rodeó, és úgy érzi, mintha egy vadállaton próbálna maradni:
„Ez olyan, mint egy Beyoncé koncert. A karnevál, a haszonállatok és a show mind részei az eseménynek. Úgy érzem, hogy az életem is ilyen. A karnevál olyan, mint a képzeletem—ez a hajtóerő a látomásom mögött. Bár nem érzem úgy, hogy most a csúcsán lennék, azon dolgozunk, hogy eljussunk oda. Azon dolgozunk, hogy elérjük azt a szintet, ahol a magazinotok is van, és hogy azon a szinten álljunk. A haszonállat show az út, amelyen haladok, hogy eljussak oda, ahová tartok. Ebben a pillanatban egy bikán lovagolok nyolc másodpercig, és ez kibaszott nehéz. De sikerült” .

## Promóció
január 26-án, az album támogatása érdekében Scott bejelentette, hogy elindul a The Rodeo Tour-ra Young Thug és Metro Boomin társaságában. Január 27-én, a következő napon, Scott két új dalt jelentetett meg; a "High Fashion" című számot Future közreműködésével, és a "Nothing But Net" című dalt Young Thug és PartyNextDoor közreműködésével. Azonban egyik sem került fel az album végleges változatára. 2015. június 12-én egy "Drunk" című dal, amelyen Young Thug közreműködött, kiszivárgott az interneten.

### Kislemezek
június 8-án Scott kiadta az album vezető kislemezét, a "3500" című dalt, amelyen az amerikai rapperek Future és 2 Chainz működtek közre. A dal a 82. helyen tetőzött az amerikai Billboard Hot 100 listáján.
július 29-én Scott kiadta az album második kislemezét, az "Antidote" című dalt. A dal a Billboard Hot 100 listán a 16. helyig jutott.

## Kritikai fogadtatás
A Rodeo általánosságban kedvező kritikákat kapott. A Metacritic, amely a mainstream kiadványok értékeléseit 100 pontos skálára normalizálja, az albumnak 64-es átlagpontszámot adott, 15 kritika alapján. Az AnyDecentMusic? aggregátor 10-ből 5,5 pontot adott az album kritikai konszenzusa 
alapján.
Roger Krastz, az XXL kritikusa így nyilatkozott: "Összességében a Rodeo számos ütős számmal és figyelemre méltó együttműködéssel rendelkezik, amelyek fantasztikus trap hangzást hoznak létre, ami rövid időn belül a hip-hop mainstreamjébe szivároghat". Jason Bisnoff, a HipHopDX kritikusa szerint: "A Rodeo második fele az 'Antidote' után elkezd összemosódni és ismétlődővé válik... Mindazonáltal Scott hangzásának eredetisége ebben az új mozgalomban erős debütáló próbálkozást nyújt, izgatottá téve a hallgatót egy karrier iránt, amely még csak most kezdődik". Trazier Tharpe, a Complex kritikusa így nyilatkozott: "Travis Scott egy élvezetes albumot készített rajongóinak, tele tagadhatatlan ütős számokkal, hogy a kétkedőket is meggyőzze". David Jeffries, az AllMusic kritikusa szerint: "A Rodeo-val Travis Scott egy dizájner drog lesz". Steve "Flash" Juon, a RapReviews kritikusa kijelentette: "Valahol a hype és a produkció alatt ő maga is átsüt". Martin Caballero, a The Boston Globe kritikusa szerint: "Sokoldalúsága, kombinálva a magas rangú vendéglistával, ellene dolgozik; a 14 szám közül Scott csak néhány pillanatot varázsol, amelyek arra utalnak, hogy még kiaknázatlan tehetségtartalékokkal rendelkezik".
Matthew Cooper, a Clash kritikusa így nyilatkozott: "Igen, a produkció éles, a ritmusok eltorzultak és gyakran nagyon hangosak, ami fontossá teszi őket, de valójában ez csak egy álarc; egy kép". Kevin Ritchie, a Now kritikusa szerint: "Scott űrbeli hangzásokra, stoner hangulatokra és vokál szűrőkre törekszik, de az eklektikusság ellenére túl megfoghatatlan és unalmas ahhoz, hogy a Rodeo stílusos, nemhogy felforgató kijelentéssé váljon". Sheldon Pearce a Pitchfork-tól kijelentette: "A leghatásosabb, amikor erősen eltorzítja a vokálját, hogy textúrát hozzon létre, és mások társaságában üdítő változatosságot kínál". David Turner a Rolling Stone-tól szerint: "Ha egyedül marad, Scott unalmassá válhat. Az 'I Can Tell' egyhangúnak tűnik egy másik hang nélkül, amely ösztönözné ezt az éleslátó kurátort. Néhány rock sztár jobb, ha zenekarokat vezet, mintsem szólózik". Matthew Ramirez, a Spin kritikusa szerint: "Ez egy hideg, kiszámított lemez, amelyből hiányzik a személyiség, bár egyértelműen próbál valamit nyújtani, amit Scott képtelen".

## Év végi jegyzékek
| Publikáció       | Lista                   | Rangsor |
| ---------------- | ----------------------- | ------- |
| Clash            | Albums of the Year 2015 | 24      |
| Complex          | Best Albums of 2015     | 36      |
| Pigeons & Planes | Best Albums of 2015     | 23      |

## Kereskedelmi teljesítmény
A Rodeo az amerikai Billboard 200 listáján a harmadik helyen debütált, 85,000 albumnak megfelelő egységet értékesítve, ebből 70,000 tiszta albumeladás volt. 2015 novemberére a Rodeo 110,000 példányban kelt el az Egyesült Államokban. 2017 májusában az album platinalemez minősítést kapott az Amerikai Hanglemezgyártók Szövetségétől (RIAA), miután az eladások és albumnak megfelelő egységek száma meghaladta az egymilliót.

## Zeneszámok felsorolása
| Rodeo | Rodeo                                                    | Rodeo | Rodeo | Rodeo | Rodeo | Rodeo | Rodeo | Rodeo | Rodeo |
|       | Cím                                                      | Szerző(k) | Hossz |       |       |       |       |       |       |
| ----- | -------------------------------------------------------- | --- | ----- | ----- | ----- | ----- | ----- | ----- | ----- |
| 1.    | Pornography                                              | Jacques Webster II Leland Wayne Michael Dean Sonny Uwaezuoke Glen Fisher Sablon:Ref Peter Mellin Sablon:Ref Finn Olafsson Sablon:Ref Torsten Olafsson Sablon:Ref                                                                                             | 3:51  |       |       |       |       |       |       |
| 2.    | Oh My Dis Side (featuring Quavo)                         | J. Webster Quavious Marshall Adam Feeney Allen Ritter Dean Tommy Paxton-Beesley | 5:51  |       |       |       |       |       |       |
| 3.    | 3500 (featuring Future and 2 Chainz)                     | J. Webster Nayvadius Wilburn Tauheed Epps Wayne Dean Emmanuel Nickerson Ritter Xavier Dotson | 7:41  |       |       |       |       |       |       |
| 4.    | Wasted (featuring Juicy J)                               | J. Webster Jordan Houston Wayne Feeney Dean Larry Price Michael Barnett Sablon:Ref Will Barnett Sablon:Ref Chad Butler Sablon:Ref George Clinton, Jr. Sablon:Ref T. Noporat Sablon:Ref                                                                       | 3:55  |       |       |       |       |       |       |
| 5.    | 90210 (featuring Kacy Hill)                              | J. Webster Kacy Hill Dean Ritter Dacoury Natche Ebony Oshunrinde Chantel Jeffries Glenda Proby Diulio Radici Ugo Fusco | 5:39  |       |       |       |       |       |       |
| 6.    | Pray 4 Love (featuring the Weeknd)                       | J. Webster Abel Tesfaye Carlo Montagnese Dean Ritter Feeney | 5:07  |       |       |       |       |       |       |
| 7.    | Nightcrawler (featuring Swae Lee and Chief Keef)         | J. Webster Khalif Brown Keith Cozart Joshua Luellen Bryan Simmons Wayne Dean Ritter Proby | 5:21  |       |       |       |       |       |       |
| 8.    | Piss on Your Grave (featuring Kanye West)                | J. Webster Kanye West Ernest Brown Darren King Dean Noah Goldstein Cydel Young Price | 2:46  |       |       |       |       |       |       |
| 9.    | Antidote                                                 | J. Webster Oshunrinde Bryan Van Mierlo Thomas Brenneck Sablon:Ref David Guy Sablon:Ref Leon Michels Sablon:Ref Nicholas Movshon Sablon:Ref Homer Steinweiss Sablon:Ref                                                                                       | 4:22  |       |       |       |       |       |       |
| 10.   | Impossible                                               | J. Webster Dean Ritter | 4:02  |       |       |       |       |       |       |
| 11.   | Maria I'm Drunk (featuring Justin Bieber and Young Thug) | J. Webster Justin Bieber Jeffery Williams Ritter Feeney Maneesh Bidaye | 5:49  |       |       |       |       |       |       |
| 12.   | Flying High (featuring Toro y Moi)                       | J. Webster Chazwick Bundick Pharrell Williams Dean Ritter Mark Adams Sablon:Ref Carter Bradley Sablon:Ref Tim Dozier Sablon:Ref Mark Hicks Sablon:Ref Tom Lockett, Jr. Sablon:Ref Floyd Miller Sablon:Ref Danny Webster Sablon:Ref Orion Wilhoite Sablon:Ref | 3:28  |       |       |       |       |       |       |
| 13.   | I Can Tell                                               | J. Webster Dean Ritter Trocon Roberts | 3:55  |       |       |       |       |       |       |
| 14.   | Apple Pie                                                | J. Webster Dean Olubowale Akintimehin | 3:39  |       |       |       |       |       |       |
| 65:26 |                                                          | |       |       |       |       |       |       |       |

| Deluxe kiadás (bónusz számok) | Deluxe kiadás (bónusz számok)      | Deluxe kiadás (bónusz számok)                                  | Deluxe kiadás (bónusz számok) | Deluxe kiadás (bónusz számok) | Deluxe kiadás (bónusz számok) | Deluxe kiadás (bónusz számok) | Deluxe kiadás (bónusz számok) | Deluxe kiadás (bónusz számok) | Deluxe kiadás (bónusz számok) |
|                               | Cím                                | Szerző(k)                                                      | Hossz                         |                               |                               |                               |                               |                               |                               |
| ----------------------------- | ---------------------------------- | -------------------------------------------------------------- | ----------------------------- | ----------------------------- | ----------------------------- | ----------------------------- | ----------------------------- | ----------------------------- | ----------------------------- |
| 15.                           | Ok Alright (featuring Schoolboy Q) | J. Webster Quincy Hanley Solána Rowe Hill Wayne Dean Uwaezuoke | 6:57                          |                               |                               |                               |                               |                               |                               |
| 16.                           | Never Catch Me                     | J. Webster Uwaezuoke Ritter Oshunrinde Proby                   | 2:56                          |                               |                               |                               |                               |                               |                               |
| 75:19                         |                                    |                                                                |                               |                               |                               |                               |                               |                               |                               |

### Feldolgozott dalok
"Pornography" tartalmaz egy mintát a "Várakozás" című számból, melyet Torsten Olafsson, Finn Olafsson, Peter Mellin és Glen Fisher írt, előadója pedig az Ache. "Wasted" tartalmaz egy mintát a "Havin' Thangs '06" című számból, melyet Michael Barnett, Will Barnett, Chad Butler és George Clinton, Jr. írt, előadója pedig a Pimp C és Big Mike; valamint egy mintát a "Let Your Life Be Free" című számból, melyet T. Noporat írt, előadója pedig T. Zchien and the Johnny. "Antidote" tartalmaz egy mintát az "All I Need" című számból, melyet Thomas Brenneck, David Guy, Leon Michels, Nicholas Movshon és Homer Steinweiss írt, előadója pedig Lee Fields and the Expressions. "Flying High" tartalmaz egy részletet a "Slide" című számból, melyet Mark Adams, Carter Bradley, Tim Dozier, Mark Hicks, Tom Lockett, Jr., Floyd Miller, Danny Webster és Orion Wilhoite írt, előadója pedig a Slave.